# Aimone Alletti
Aimone Alletti (ur. 28 czerwca 1988 w Codogno) – włoski siatkarz, grający na pozycji środkowego. 